# George Douglas Renny
George Douglas Renny, britanski general, * 1908, † 1971.